# Gotti (film, 2018)
Pour les articles homonymes, voir Gotti (homonymie).
Pour plus de détails, voir Fiche technique et Distribution.
Gotti est un film américain réalisé par Kevin Connolly et sorti en 2018. Il s'agit d'un film biographique sur John Gotti, parrain de la famille Gambino.
Le film reçoit des critiques extrêmement négatives.

## Synopsis
Au milieu des années 1980, John Gotti devient le parrain de la famille Gambino, l'une des cinq familles de la mafia italo-américaine de New York. Son fils John Junior assiste à sa montée et à sa chute.

## Fiche technique
- Titre original et français : Gotti
- Titre québécois : Gotti le parrain
- Réalisation : Kevin Connolly
- Scénario : Lem Dobbs et Leo Rossi
- Musique : Jacob Bunton, Jorge Gomez et Armando Christian Perez
- Direction artistique : Starlet Jacobs
- Décors : Patricio M. Farrell
- Costumes : Olivia Miles et Matteo Perin
- Photographie : Michael Barrett
- Montage : Jim Flynn
- Chanson originale : Pitbull [1]
- Production : Randall Emmett, George Furla et Michael Froch

Coproducteurs : Ryan S. Black, Lem Dobbs et Timothy C. Sullivan
- Sociétés de production : EFO, Fiore Films, Ingenious Media et Highland Film Group
- Sociétés de distribution : Vertical Entertainment (États-Unis), VVS Films (Québec), Marco Polo Production (France)
- Budget : 10 millions de dollars
- Pays de production :  États-Unis
- Langue originale : anglais
- Format : couleur
- Genre : drame biographique, film de gangsters
- Durée : 110 minutes
- Dates de sortie[2] :
  - France : 15 mai 2018 (avant-première au festival de Cannes)
  - États-Unis : 15 juin 2018
  - France : 5 février 2020 (vidéo à la demande)

## Distribution
- John Travolta (VF : Philippe Vincent) : John Gotti, Sr.
- Kelly Preston (VF : Virginie Ledieu) : Victoria Gotti
- Stacy Keach (VF : Bernard Tiphaine) : Aniello Dellacroce
- Pruitt Taylor Vince (VF : Paul Borne) : Angelo Ruggiero
- Spencer Lofranco : John Gotti, Jr.
- William DeMeo : Sammy Gravano
- Leo Rossi (VF : Philippe Peythieu) : Bartholomew « Bobby » Boriello
- Victor Gojcaj : le Père Damien
- Tyler Jon Olson : Hydell
- Megan Leonard : Kim Gotti
- Ella Bleu Travolta : Angel Gotti
- Lydia Hull : Diane Giacalone
- Patrick Borriello (VF : François Santucci) : Johnny Boy Ruggiero

## Production

### Genèse et développement
Le projet est évoqué dès 2011, avec Nick Cassavetes comme réalisateur. Il est alors annoncé que l’entourage de John Gotti participera au film, certains ayant signé des contrats d’exclusivité pour de consultants, comme John Gotti, Jr., qui a collaboré à l’écriture du scénario. Courant 2011, Nick Cassavetes quitte la réalisation. Le nom de Barry Levinson est annoncé en mai 2011 pour le remplacer à la réalisation du film, alors titré Gotti: Three Generations. Le tournage est alors annoncé à l'automne 2011 pour une sortie en 2012. Le metteur charge ensuite James Toback de retravailler le script. Ils quitteront finalement le projet, qui stagnera jusqu'en septembre 2015 avec la nomination de Kevin Connolly, principalement connu du pour son rôle d'Eric Murphy dans la série Entourage (2004-2011), comme réalisateur. John Travolta, attaché au rôle-titre depuis le début, explique « Kevin m’a présenté sa vision des choses. Elle est en accord avec la mienne. Et je pense que c'est aussi la vision voulue par John Jr. C’est une petite étude de la personnalité de John Jr et John Sr, qui enquêtent sur l’existence et le malaise de leurs rapports et les événements historiques de la famille Gotti ».

### Attribution des rôles
John Travolta est attaché au rôle de John Gotti dès janvier 2011. Il partage ici l'affiche avec sa femme Kelly Preston. Leur fille Ella Bleu incarne quant à elle la fille de John Gotti, Angel.
Dès 2011, de nombreux acteurs sont annoncés sur le projet. James Franco, Dominic Cooper, Ben Foster sont évoqués pour le rôle de John Gotti, Jr.. Lindsay Lohan et Joe Pesci sont annoncés dans les rôles respectifs de la fille de John Gotti et dans le rôle d'Angelo Ruggiero. Al Pacino était un temps attaché au rôle d'Aniello Dellacroce, le mentor de John Gotti.

### Tournage
Le tournage débute le 25 juillet 2016. Il a lieu principalement dans l'Ohio, notamment à Cincinnati. Le tournage devait initialement avoir lieu à New York, où l'intrigue se déroule. La production est finalement délocalisée à Cincinnati, la production y bénéficie ainsi de la Motion Picture Tax Credit. Quelques scènes sont cependant tournées à Brooklyn en toute fin de tournage, en février 2017,.

## Sortie
La sortie américaine était initialement prévue pour le 15 décembre 2017. Cependant, le 5 décembre 2017, le distributeur Lionsgate recède les droits aux producteurs et au studio, repoussant la sortie à 2018. Les producteurs cherchent alors un nouveau distributeur et ainsi avoir une sortie nationale contrairement à la sortie limitée initialement prévue par Lionsgate.
Sorti finalement le 15 juin 2018, le film est assassiné par les critiques, « mal écrit, dépourvu de tension, ridicule et insipide » pour The Hollywood Reporter, « le pire film sur la mafia de tous les temps » pour le New York Post. Il fait partie des rares films à obtenir 0% d'avis favorables sur l'agrégateur américain Rotten Tomatoes. Le public boude également le film qui termine son premier week-end en douzième place du box-office avec seulement 1,6 M$ de recettes.
Après l'échec du film aux Etats-Unis, le film devait sortir en France en vidéo à la demande le 16 juin 2018. La sortie en DVD et Blu-ray sur le territoire français a été reportée. Il sort finalement en France en VOD le 5 février 2020.